# Гаетан Миси Мезу
Гаетан Миси Мезу Куаку (на френски: Gaëtan Missi Mezu Kouakou) е габонски футболист, който играе на поста нападател. Състезател на Борго.

## Кариера
Миси Мезу е роден във Вилньов д'Аск, Франция. Започва своята кариера като юноша на Тулуза Фонтен и после играе в отбора на Балма, състезаващ се в Насионал 3, преди през 2014 да премине във Валансиен. Записва 6 мача в Лига 2 за Валансиен през сезон 2015–16. Подписва с Париж ФК, който току-що е изпаднал в Насионал, през юни 2016.
През март 2019 г. се мести в Арсенал Киев и прави своя дебют на 3 март.

## Национална кариера
Миси Мезу прави своя национален дебют за Габон на 28 май 2016 в приятелския мач с Мавритания.

## Успехи
Дунаря Кълъраш
- Лига II (1): 2017/18